# Lowosero
Lowosero (russisch Ловозеро; finnisch Luujärvi; kildinsamisch Луя̄ввьр, Lujawwr [ˈluˌja̟vʲvʲrʲ]) ist ein Dorf in der Oblast Murmansk im Nordwesten Russlands mit 2871 Einwohnern (Stand 14. Oktober 2010).

## Geographie
Die Entfernung zur Gebietshauptstadt Murmansk beträgt 164 Kilometer in nordwestlicher Richtung. Das Dorf ist der Verwaltungssitz und nach der Siedlung städtischen Typs Rewda der zweitgrößte der fünf Ortschaften des Rajons Lowosero.

## Geschichte
Die Besiedlung der am Fluss Wirma unweit des Sees Lowosero gelegenen Stelle geht auf das Jahr 1574 zurück.

### Bevölkerungsentwicklung
| Jahr | Einwohner |
| ---- | --------- |
| 1939 | 824       |
| 1959 | 2330      |
| 1970 | 3463      |
| 1979 | 3397      |
| 1989 | 3638      |
| 2002 | 3141      |
| 2010 | 2871      |

Anmerkung: Volkszählungsdaten

## Personen
Die samische Autorin und Sprachaktivistin Alexandra Antonowa lebte in Lowosero. Ebenso Askold Baschanow, zu dessen Ehren 2012 eine Straße benannt wurde.

## Kultur

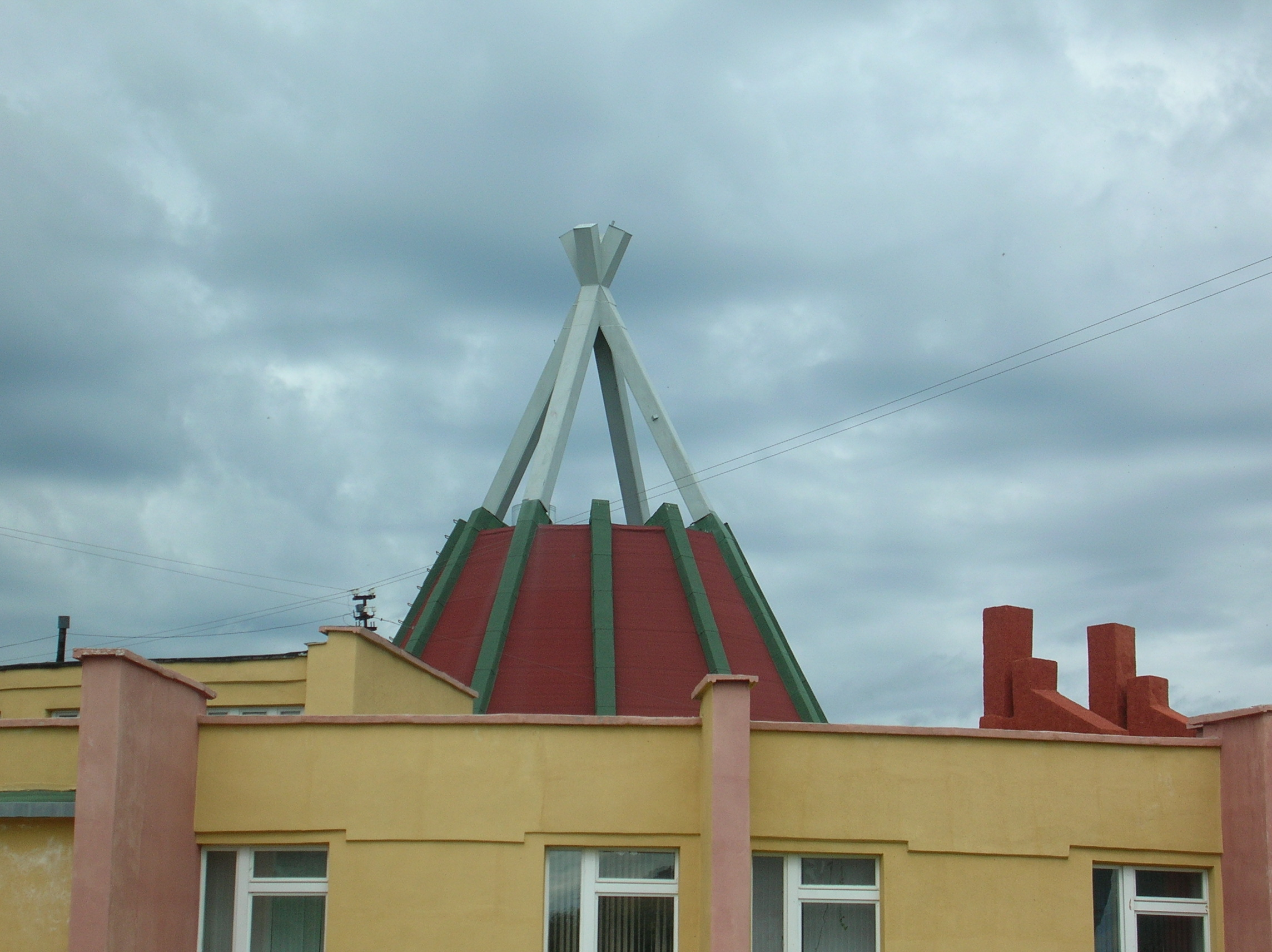
Das Kulturzentrum der nationalen Minderheiten in Lowosero (Natsionalny kulturny tsentr)

In Lowosero lebt heute ein großer Teil der etwa 1500 Sami der Russischen Föderation. Ein Teil von ihnen bewahrt die kildinsamische Sprache als Umgangssprache. Regelmäßig finden in Lowosero samische Kulturveranstaltungen statt. Zu den Gästen gehörte auch die samische Sängerin Mari Boine.

## Wirtschaft und Infrastruktur
Größter Wirtschaftsbetrieb der Siedlung ist der Rentierzucht-Kollektivbetrieb „Tundra“. Fischfang, Jagd und Sammeln von Wildfrüchten sind ebenfalls von Bedeutung. In zwei Kilometern Entfernung in südöstlicher Richtung befindet sich eine Hubschrauberbasis der Armee.
Der nächstgelegene Bahnhof befindet sich im 70 Kilometer entfernten Olenegorsk, wohin eine Straße führt.
Am Ort befindet sich eine Monitoring-Station des SDCM-Systems.

## Persönlichkeiten
- Jelena Jakowlewa (* 1969), samische Gesellschaftsaktivistin, Duojár, Illustratorin und Lehrbuchautorin
- Anna Belaja (* 1987), russische Skilangläuferin; geboren in Lowosero